# Cascata del Toce
Cascata del Toce (deutsch: Tosafall, Tosafälle, walserdeutsch: Früttfall) ist ein Wasserfall des Flusses Toce (deutsch und piemontesisch: Tosa) in der Gemeinde Formazza im Piemont, Italien. Mit einer Fallhöhe von 143 m zählt er zu den höchsten Wasserfällen im Alpengebiet.

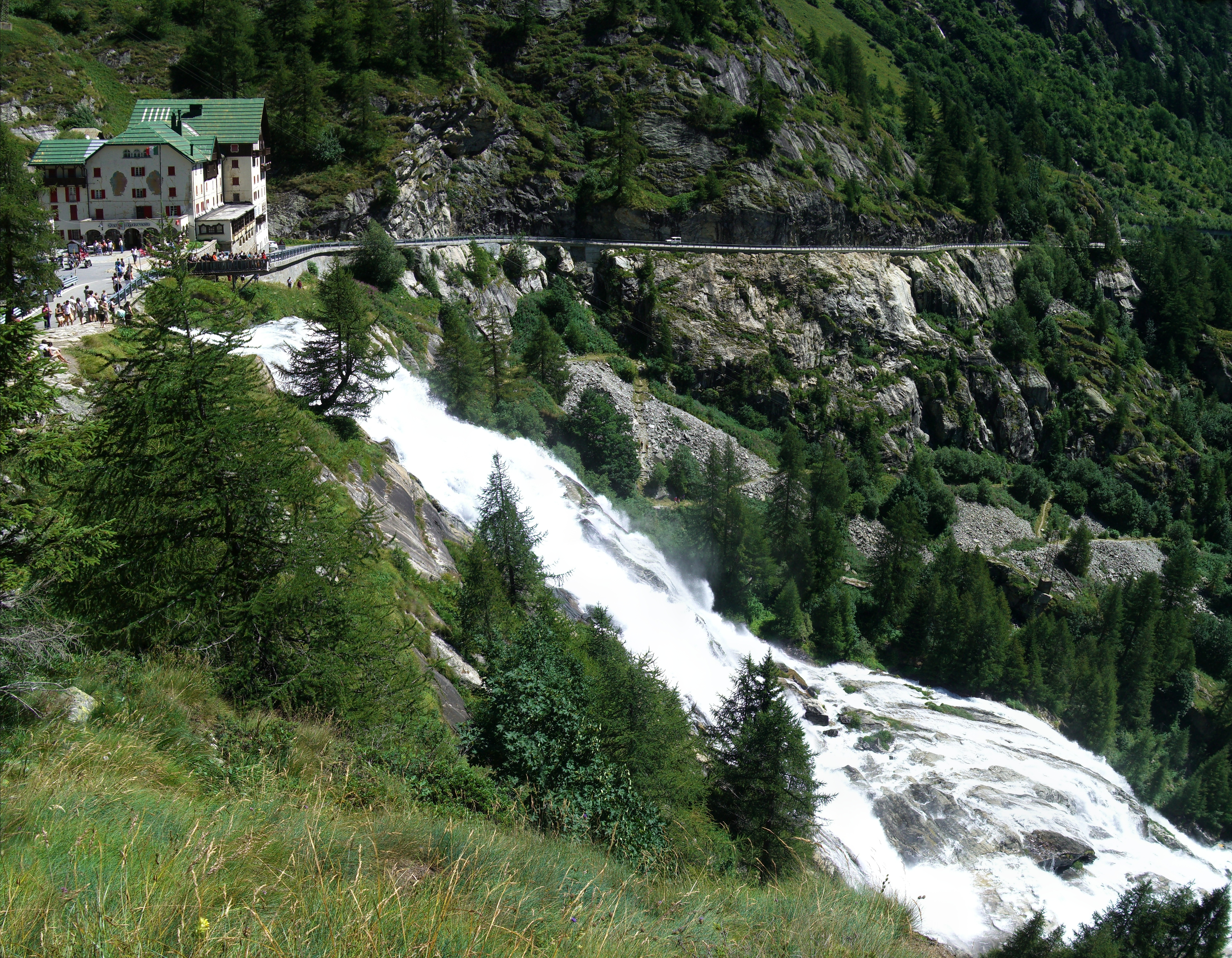
Cascata del Toce mit Albergo

Unterhalb des Ortes La Frua (walserdeutsch: Frütt) stürzt er über eine Talstufe hinunter ins Val Formazza (deutsch: Pomatt). Er befindet sich auf einer Höhe von 1.675 m über Meereshöhe. Seine Breite am Fuß beträgt 60 m. Der Wasserfall liegt meist trocken, da das Gewässer zur Erzeugung von elektrischer Energie umgeleitet wird. Für touristische Zwecke fließt das Wasser im Zeitraum von Juni bis September nur an bestimmten Tagen und zu festgelegten Uhrzeiten über den Wasserfall. Die Zeiten können auf der Internetseite des Touristenbüros vom Val Formazza eingesehen werden.
An der Hangkante des Wasserfalls steht der historische Gasthof „Albergo Cascata Toce“ aus dem Jahr 1863. Von dort ergibt sich ein sehr schöner Blick in das Tal Formazza und über den oberen Teil des Wasserfalls. Der Ornithologe Hans Graf von Berlepsch bezeichnete den Wasserfall als den schönsten und mächtigsten im ganzen Alpenraum.
Am 30. Mai 2003 war der Toce-Wasserfall das Ziel der 19. Etappe des Giro d’Italia. Etappensieger war der spätere Toursieger Gilberto Simoni.